# Księstwo Czarnogóry
Księstwo Czarnogóry (ser. Књажевина Црнa Горa – Księstwo Czarnogóry) – księstwo w południowo-wschodniej Europie, na Bałkanach, istniejące od 13 marca 1852 do 28 sierpnia 1910 roku, kiedy to zostało przekształcone w Królestwo Czarnogóry, a dotychczasowy władca, książę Mikołaj I Petrowić-Niegosz, ogłosił się królem.
Stolicą księstwa była Cetynia, walutą od 1906 roku perper czarnogórski. Powierzchnia księstwa obejmowała w przybliżeniu centralną część współczesnej Czarnogóry. Księstwo oficjalnie było de jure od 1905 roku monarchią konstytucyjną, ale de facto rządzone było w sposób absolutystyczny.

## Demografia
Oficjalny spis ludności przeprowadzony przez władze Czarnogóry miał miejsce w 1909 roku. O przynależności etnicznej decydował język ojczysty:
Całkowita liczba mieszkańców: 317 856
- język ojczysty:
  - serbski: ok. 95%
  - reszta głównie albański

- religia:
  - prawosławie: 94,38%
  - reszta głównie islam